# Metallochlora venusta
Metallochlora venusta is een vlinder uit de familie van de spanners (Geometridae). De wetenschappelijke naam van de soort is voor het eerst geldig gepubliceerd in 1896 door William Warren. De soort werd ontdekt in Queensland (Australië).